# Слуп (Воловський повіт)
Слуп (пол. Słup) — село в Польщі, у гміні Вінсько Воловського повіту Нижньосілезького воєводства.
Населення — 71 особа (2011).
У 1975-1998 роках село належало до Вроцлавського воєводства.

## Демографія
Демографічна структура станом на 31 березня 2011 року:
|          | Загалом | Допрацездатний вік | Працездатний вік | Постпрацездатний вік |
| -------- | ------- | ------------------ | ---------------- | -------------------- |
| Чоловіки | 37      | 5                  | 29               | 3                    |
| Жінки    | 34      | 7                  | 17               | 10                   |
| Разом    | 71      | 12                 | 46               | 13                   |